# Ministerio de Obras Públicas y Comunicaciones (República Dominicana)
El Ministerio de Obras Públicas y Comunicaciones de la República Dominicana (MOPC) es el organismo estatal encargado de la creación y mantenimiento de infraestructura terrestre, aérea y marítima, así como la supervisión de las redes viales y la comunicación en el país. Es el responsable de las construcciones estatales, especialmente de carreteras, calles y puentes.
Fue creado en 1887 bajo el nombre de Secretaría de Estado de Fomento y Comunicación, adoptando su nombre actual en 2010. Su sede se encuentra en Santo Domingo, en el Ensanche La Fe. Actualmente está dirigido por Eduardo Estrella, siendo sustituto de Deligne Ascención desde el 27 de febrero de 2025.

## Historia
En 1854, el gobierno de Pedro Santana crea la Secretaría de Estado de Guerra, Marina y Obras Públicas (anteriormente Secretaría de Estado de Guerra y Marina), pero la reforma constitucional de diciembre de 1854 retoma la nomenclatura anterior y suprime la referencia a las obras públicas.
Fue reinstituido permanentemente en 1887 como Secretaría de Estado de Fomento y Obras Públicas. Para 1916, tenía por nombre Secretaría de Estado de Fomento y Comunicaciones, estando encargada "del servicio postal de la República, del telégrafo y el teléfono nacional, de los faros y de las obras públicas efectuadas por el gobierno".
Durante la dictadura de Trujillo se le añaden varias atribuciones: la dirección de Turismo, servicio postal, comunicaciones telegráficas, telefónicas y radiotelegráficas, construcción de caminos y puentes, obras hidráulicas (desecación, canalización y acueductos), edificios históricos y ruinas, construcción de ferrocarriles, construcción de cárceles y otros edificios públicos, control de materiales, mantenimiento de equipos, inspección de carreteras, etc. En 1959 recibe el nombre de Secretaría de Estado de Obras Públicas y Comunicaciones.
Entre las décadas de 1960 y 1980 se crearán varios organismos dependientes: Dirección General de Tránsito Terrestre, Dirección General de Correos y Comunicaciones, Dirección General de Mantenimiento Vial, entre otras. En la década de los 90, se crea la Dirección General de Control, Mantenimiento y Supervisión del Sistema de Peajes Nacionales.
El 6 de febrero de 2010, el decreto 56-10 cambió la nomenclatura de todos los departamentos del Gabinete Nacional, por lo que la Secretaría pasó a denominarse Ministerio de Obras Públicas y Comunicaciones.
En julio de 2021 se aprobó la creación del Ministerio de Vivienda y Edificaciones, mediante la Ley n.º 160-21. Esta acción suprimió varios organismo del MOPC que pasaron al nuevo Ministerio: Oficina de Ingenieros Supervisores de Obras del Estado, Instituto Nacional de la Vivienda, el Departamento de Edificaciones de Obras Públicas y el Instituto Nacional de Auxilios y Viviendas.

### Casos de corrupción
A partir del 2017 empezaron a revelarse datos sobre el caso Odebrecht, el mayor escándalo de corrupción en la historia de América Latina. Este caso vinculó a la constructora brasileña Odebrecht con varios gobiernos latinoamericanos, sobre todo sus oficinas relacionadas con construcción y obras públicas. En República Dominicana se reveló que la empresa había estado firmando contratos con el gobierno dominicano durante unos 20 años.
El proceso judicial se abrió en 2017. Incluyó a funcionarios que ocupaban o habían ocupado ciertos ministerios (o secretarías) o la presidencia del Senado, así como otros puestos gubernamentales.

## Estructura
Como los demás Ministerios de República Dominicana, el MOPC se organiza en diversos viceministerios. Estos son:
- Viceministerio de Regulación Técnica
- Viceministerio de Infraestructura Vial
- Viceministerio de Supervisión y Fiscalización
- Viceministerio de Coordinación Regional

## Instituciones adscritas
Como parte de su labor, el MOPC cuenta con organismos dependientes en los cuales se delegan las diversas funciones del Ministerio.

#### INTRANT
El Instituto Nacional de Tránsito y Transporte (INTRANT) es la oficina encargada de movilidad, transporte terrestre, tránsito y seguridad vial. Fue creado en 2017 en sustitución de la Dirección General de Tránsito Terrestre que había creada en 1967. Se encarga de planificar el transporte público, establecer las normas para el transporte de carga, expedir los permisos de conducción y operaciones similares, llevar campañas de educación y seguridad vial, organizar los registros nacionales de conductores, accidentes de tránsito, condiciones de los vehículos, etc., diseñar y supervisar las señalizaciones en vías terrestres, entre otras funciones. Además, INTRANT coordina la Dirección General de Seguridad de Tránsito y Transporte Terrestre (DIGESETT) junto con el Ministerio de Interior y Policía, cuyos agentes se encargan de controlar y vigilar las vías públicas.

#### ONAMET
La Oficina Nacional de Meteorología, creada en 1954, es el organismo responsable de las informaciones meteorológicas. Desde 2005, está dirigida por la Ing. Gloria Ceballos, primera mujer en este cargo. Cuenta con estaciones meteorológicas en los todos los aeropuertos del país.

#### INPOSDOM
El Instituto Postal Dominicana (INPOSDOM) fue creado en 1985. Se encarga de movilizar la correspondencia y paquetería a nivel nacional, contando con conexiones directas con oficinas de correos internacionales.

#### Departamento Aeroportuario
El Departamento Aeroportuario tiene como labor supervisar el funcionamiento de los aeropuertos comerciales concesionados y privados, así como administrar los aeródromos estatales. Fue creado en 1978.

#### Otras instituciones
Con la creación del Ministerio de Vivienda y Edificaciones en 2021, el MOPC perdió varias de sus dependencias, tales como: Oficina de Ingenieros Supervisores de Obras del Estado, Instituto Nacional de la Vivienda, el Departamento de Edificaciones de Obras Públicas y el Instituto Nacional de Auxilios y Viviendas.